# Gino (Biagio) Finizio
Gino (Biagio) Finizio (10 de marzo de 1941) es diseñador, arquitecto, profesor y director de diseño italiano y trabaja en Milán. Es conocido sobre todo por su contribución a la gestión del diseño, es decir a la integración entre la cultura del business y la del proyecto; él representa el punto de conjunción entre diseño industrial, marketing estratégico, comunicación, formación y diseño del transporte.
Finizio desarrolló varias disciplinas relacionadas al diseño. En el ámbito de la enseñanza encontró terreno fértil para evolucionar sus ideas innovadoras y sus estudios. Su carrera académica le permitió ir a universidades españolas, alemanas, francesas, holandesas y griegas.
Escribió libros como: Design & Management: gestire l’idea (2002) y Architecture & Mobility: tradition and innovation (2007).

## Juventud
Su padre, Federico Finizio, fue profesor de alemán y Director de la Cámara Oficial de Comercio de Nápoles; su madre, Giuseppina Di Prisco, ama de casa. A lo largo de sus primeras experiencias de trabajo como director de diseño, Gino Finizio trabajó con arquitectos y diseñadores conocidos en todo el mundo (Carlo Scarpa, Achille Castiglioni, Michele De Lucchi, Alessandro Mendini, Jean Nouvel, Mario Bellini, Isao Hosoe, Antonio Citterio, Toshiyki Kita, Richard Sapper, etcétera) y desempeñó papeles de gestión y de innovación del producto, especialmente en lo que concierne las componentes de muebles y del diseño del transporte (3M, B&B Italia, BBB Bonacina, Bernini, Zerodisegno, Alfa Romeo, Fiat Auto, Elasis, Lancia CRF, Fincantieri, CNH).

## Carrera
Finizio trabajó por muchos años (1963 – 1986) como director de marketing y de diseño para importantes empresas como 3M Italia, B&B y Giorgetti Meda.
En 1986 fundó la Gino Finizio S.r.l. en Milán donde, aún hoy en día, trabaja como director de diseño y como diseñador para importantes industrias de sector, para centros de estudios y para sociedades de ingeniería de fama internacional (Alfa Romeo, Apple, Aprilia, B&B Italia, Ceccato, Fiat Auto, Fincantieri, Giorgetti, Hitachi, IBM, Kartell, Lancia, Minotti, Mondatori, Panasonic, Poliform, LG Electronics, Zambon, Montefibre).
En 1990 empezó a trabajar como jefe de la formación de empresa, proyectó y coordenó el máster en Gestión del Diseño de IPSOA y siguió con conferencias y seminarios que trataban del mismo tema. Hoy, en el mundo académico, Finizio enseña Gestión del Proyecto (dando importancia al diseño y al desarrollo del producto), Diseño Industrial y Gestión del Diseño en prestigiosas Universidades europeas de Arquitectura, Ingeniería y Diseño Industrial.
En 1991 ideó y coordenó el máster en Design y Management en la Facultad de Arquitectura de Venecia, continuando con el mismo tema en el Politécnico de Milán y en La Sapienza de Roma..
En 2001 fue codirector del máster en Transportation Design & Management en la facultad de Diseño del Politécnico de Milán.

## Diseño del Producto y design concept
- Concept car “Telematica e Mobilità” con Michele De Lucchi para FIAT AUTO (1997)

- Concept car “Trasformabilità e Personalizzazione” con Isao Hosoe para FIAT AUTO (1997)

- Laboratorio materiali “Nuova 500” con Alessandro Mendini para FIAT AUTO (1997)

- Concept car “Mobility and Communication” con Jean Nouvel para FIAT AUTO (1997)

- Proyecto O.S.A. con Mario Bellini, Isao Hosoe y Alessandro Mendini para FIAT AUTO (1997)

- Concept car “Auto Mobile, Auto Immobile” con Mario Bellini para Centro Ricerche FIAT (1998)

- Concept car “Sport Utilities” con Richard Sapper para Centro Ricerche FIAT(1998)

- Concept car “New Small” con Michele De Lucchi para Centro Ricerche FIAT (1998)

- Material Lab con Alessandro Mendini para Centro Ricerche FIAT(1998)

- Quadro de mandos multicolor con Richard Sapper para URMET (1998)

- Teléfono eléctrico con Angelo Cortesi para URMET (1998)

- Videoteléfonos “Atlántico” y “Onda”, teléfono “Micro” con Michele De Lucchi para URMET (1998)

- Autolavado “Aries” con Isao Hosoe para CECCATO (2000)

- Concept car “Sportività Evoluta” con Antonio Citterio para ALFA ROMEO CRF (2000)

- Concept “Easy car” con Toshiyuki Kita por LANCIA CRF (2002)

- Construcción abitat naval para FINCANTIERI 

- Materiales proyectivos para 3M (2004)

- Plano de illuminación para barco de pasajeros para FINCANTIERI (2005)

- “Handle Tool” con Michele De Lucchi para COLOMBO DESIGN (2007)

- “Handle Nautilus” con Mario Bellini para COLOMBO DESIGN (2008)

## Diseño de mobiliario
- Achille Castiglioni “Tric Trac”, “Alfieri” y “Quarck” para BBB Bonacina

- De Pas, D’Urbino, Lomazzi “Popper”, “Popper Flex” para BBB Bonacina

- Carlo Scarpa “Pranzo” (serie), silla “765”, mesa “760 – 761”, sillòn serie “1934”, “Zibaldone”, Librero “1935” para Bernini

- Massimo Vignelli Serie “Forte” para Bernini

- Mario Marenco “Navona” para Bernini

- Karl Overture “Artù” para Bernini

- Gianfranco Frattini “Sesamo”, sillas “830-832” para Bernini

- Franco Poli “Cangranda”, “Verona”, “Ulna”, “Radio”, “Locanda”, “Duse” para Bernini 

- Guido Canali “Tavolo” para Bernini

- Giulio Lazzotti “Gregge” para Bernini

- Gaetano Pesce “Broadway”, “Luigi o mi amate voi?” para Bernini

- Achille Castiglioni “San Luca” para Bernini

- Antonio Rossin “Piana”, para Bernini

- Renaud Bozon “Uba” y “Tube” para Bernini

- Paolo Nava “Arka” para Bernini

- Carlo Viganò “Cantona” para Bernini

- De Pas, D'urbino, Lomazzi “Octapus”, “Panels & Cellings” para ZERODISEGNO

- Denis Santachiara “Volare” para ZERODOSEGNO

- Gaetano Pesce “Umbrellachair” para ZERODISEGNO

- Gae Aulenti “Orsa Maggiore” para ELAM

- De Pas, D’Urbino, Lomazzi “Portoncino Portatutto” para Lualdi

- Paolo Nava “Colori” para TESI

- Massimo Morozzi “Bomb” para TESI

- Giovanni Levanti “Aliante” paraTESI

- Giovanni Offredi “Novale” para TESI

## Actividad académica
Finizio fue profesor de Gestión del Diseño y de Diseño del Transporte en las siguientes Facultades de Arquitectura, de Ingeniería y de Diseño Industrial:
- Politécnico de Milán, Facultad de Arquitectura, Facultad de Ingeniería, Facultad de Diseño Industrial,
- Universidad de Roma La Sapienza, Facultad de Arquitectura,
- Universidad de Nápoles Federico II, Facultad de Arquitectura,
- Universidad de Campania Luigi Vanvitelli, Facultad de Arquitectura,
- Universidad de Gießen, Diseño Industrial,
- Escuela Superior de Diseño, Elisava, Universidad Pompeu Fabra en Barcelona,
- Royal College of Art, Transportation Design,
- Academia Der Bildenden Kunste en Stuttgart.

## Literatura
El primer libro de Finizio, Design & Management: gestire l’idea, por un lado trata del papel del marketing en el diseño y en los productos industriales y, por otro, explica las interacciones entre el diseño y el business. Finizio idea el árbol del diseño que expresa la filosofía para la cual el dibujo es el valor verdadero del producto. La idea se concreta por medio de la tecnología y de los materiales, para transformarse en producto industrial. En su libro, Finizio teoriza las 4R – Recursos, Revolución, ROI (retorno de la inversión), R&D – y las 4 D – Diseño, Distribución, Desarrollo y Decisión. Ésta representa la alternativa anglosajona , según la cual el diseño es un valor añadido al producto.
En el segundo libro Architecture & Mobility: Tradition and Innovation, el automóvil es presentado como el objeto que, en el siglo XIX, cambió la ciudad en una metrópoli hecha de suburbios y de autopistas. En este libro se ha preguntado a varios arquitectos de explicar en qué manera la arquitectura y las ideas del diseño podrán crear una nueva filosofía proyectiva para el coche, pensando en un tipo de arquitectura doméstica que interacciona con el ambiente circunstante. Él trata de la relación que hay entre la “ciudad inmóvil” y esta “arquitectura móvil” del coche y lo hace presentando los proyectos de arquitectos de importancia mundial, como Frank Gehry, Rem Koolhaas, Jean Nouvel, Massimiliano Fuksas, Renzo Piano, Antonio Citterio, Michele Del Lucchi y Alessandro Mendini. El equilibrio entre estos dos factores representa la misión urgente y fascinante del diseño. Dicha misión acaba con el pensamiento de un automóvil urbano que tiene que desarrollarse hacia nuevos horizontes.

## Reconocimientos
En 2005, la Facultad de Arquitectura de la Seconda Università de Nápoles le otorgó a Gino Finizio una licenciatura ad honorem en Diseño Industrial por su contribución en el mundo académico, económico e industrial.

## Link exteriores
- web site
- Entrevista: “Conversazione con Gino Finizio”
- Entrevista: “Gino Finizio sbarca in Francia col Design Management”
- Skira: “Architettura e Mobilità”
- Artículo 1 en Four Wheels magazine
- Artículo 2 en Four Wheels magazine
- Artículo 3 en Four Wheels magazine
- Artículo en Abitare magazine
- Artículo Design & Management en Ottagono magazine
- Artículo Future Design en Ottagono magazine
- Artículo Qualificare la forma en Ottagono magazine
- Artículo Progetto e Innovazione en Ottagono magazine
- Artículo La riduzione del segno en Ottagono magazine
- Artículo Professione designer en Ottagono magazine
- Artículo Mario Bellini e il Design en Ottagono magazine

- Datos: Q2884701